# Humiriaceae
Humiriaceae — родина вічнозелених квіткових рослин. Він складається з 8 родів і 56 відомих видів. Родина виключно неотропічна, за винятком одного виду, який зустрічається в тропічній Західній Африці.